# 背中まで45分
「背中まで45分」（せなかまでよんじゅうごふん）は、日本の歌手、沢田研二の楽曲で、38枚目のシングル。1983年1月1日にポリドール・レコードのジュリーレーベルから発売。
ジャケットには表記がないが、内側の歌詞カード部分には前作と同様に「沢田研二とエキゾティクス」とバックバンド名が併記されている。また、アルバムに収録されているバージョンとこのシングルのバージョンはアレンジが大きく異なる。

## 収録曲
- 全作詞・作曲：井上陽水

1. 背中まで45分
編曲：吉田建
2. How Many "Good-bye"
編曲：白井良明

## 参加ミュージシャン
- 沢田研二
- エキゾティクス
  - 吉田建
  - 柴山和彦
  - 上原裕
  - 安田尚哉
  - 西平彰

## カバー
- 井上陽水 - アルバム『ライオンとペリカン』にて、井上本人によるセルフカバー曲が収録されている。